# Elezioni parlamentari a Malta del 1998
Le elezioni parlamentari a Malta del 1998 si tennero il 5 settembre e videro la vittoria del Partito Nazionalista.

## Risultati
| Liste                   | Voti    | %     | Seggi |
| ----------------------- | ------- | ----- | ----- |
| Partito Nazionalista    | 137 037 | 51,81 | 35    |
| Partito Laburista       | 124 220 | 46,97 | 30    |
| Alternativa Democratica | 3 208   | 1,21  | –     |
| Indipendenti            | 27      | 0,01  | –     |
| Totale                  | 264 492 | 100   | 65    |